# Vilém I. Provensálský
Vilém I. Provensálský (950 – po 29. srpnu 993), zvaný Osvoboditel, byl hrabětem z Provence od roku 968 do své abdikace. V roce 975 nebo 979 přijal titul marchio neboli markrabě. Často je považován za zakladatele hrabství Provence.

## Život
On a jeho starší bratr Rotbold byli syny Bosa II. z Arles a jeho manželky Konstancie, která byla zřejmě dcerou Karla Konstantina z Vienne. Oba současně nesli titul comes neboli hrabě, ale není známo, zda byli bratři spolu hrabaty z Provence nebo zda byl region rozdělen. Jeho bratr nikdy nenesl jiný titul než hrabě, dokud Vilém žil, takže se zdá, že Vilém dosáhl jisté nadvlády.
V roce 980 se Vilém stal hrabětem z Arles. Jeho přezdívka vzešla z jeho vítězství proti Saracénům, kterým osvobodil Provence od jejich hrozby, která trvala od založení základny ve Fraxinetu. V bitvě u Tourtour v roce 973, s pomocí hrabat z Vysokých Alp a vikomtů z Marseille a Fos, definitivně porazil Saracény a navždy je vyhnal z Provence. Reorganizoval oblast východně od Rhôny, kterou dobyl od Saracénů a kterou dostal jako dar od burgundského krále Konráda. S Isarnem, biskupem z Grenoble, znovu osídlil Dauphiné a v roce 970 usadil italského hraběte jménem Ugo Blavia poblíž Fréjus, aby přivedl tuto půdu zpět k obdělávání. Ze všech těchto důvodů často figuroval v kronice Rodulfa Glabera s titulem dux a v listině z roku 992 se objevil jako Otec vlasti.
Daroval půdu Cluny a abdikoval, aby se stal mnichem, zemřel po 29. srpnu 993 v Avignonu a byl pohřben v kostele Svatého kříže v Sarrians. Markrabětem se stal po něm jeho starší bratr. Jeho velké knížectví se brzy po jeho smrti začalo zmenšovat, protože hrady jeho vazalů, které pečlivě držel pod vévodskou kontrolou, se brzy staly alody svých vlastníků.

## Manželství a potomci
Poprvé se oženil s Arsindou, dcerou Arnauda I. z Carcassonne. S ní neměl žádné děti.
Podruhé se oženil, navzdory papežově radě, s Adlétou z Anjou, dvakrát ovdovělou dcerou Fulka II. z Anjou, která byla před rozvodem s Ludvíkem V. západofranskou královnou. Spolu měli manželé čtyři děti:
- Vilém II. Provensálský (982–1018)
- Konstancie z Arles (986–1034), manželka krále Roberta II. Francouzského
- Ermengarda Provensálská, manželka hraběte Roberta I. z Auvergne
- Tota Provensálská, manželka hraběte Bernarda I. z Besalú